# Commission de l'écofiscalité du Canada
La commission de l'écofiscalité du Canada est une organisation économique indépendante créée en 2014 par un groupe d'économistes canadiens,. Présidé par Christopher Ragan (en), économiste à l’Université McGill, le groupe cherche à élargir le débat sur la réforme de la tarification environnementale (en) au-delà du domaine universitaire par, notamment, l'établissement ou la modification de politiques à ce niveau.
La Commission se concentre sur trois principaux axes : climat et énergie, eau et vie municipale). Les principaux domaines de recherche comprennent : 
- Le prix du carbone,
- Les subventions énergétiques (en),
- La tarification de l'eau (en),
- Les frais d'usager (en) municipaux,
- La tarification de la congestion,
- La tarification des décharges et des déchets solides (en)

## Rapports
En 2015, la Commission publie trois rapports sur la tarification du carbone par les provinces au Canada, énonçant les principes d'une politique efficace de plafonnement et d'échange en Ontario et expliquant la compétitivité carbone. La même année, la Commission publie également un rapport sur la tarification de la congestion, plaidant en faveur de projets pilotes dans quatre villes canadiennes : Vancouver, Calgary, Toronto et Montréal.

## Constitution
En 2019, l'organisme est dirigé par Dale Buegin.

Voici une liste de quelques membres notables de la commission. 
| - Elyse Allan - Dominic Barton - Gordon Campbell - Jean Charest - Karen Clarke-Whistler - Jim Dinning - Peter Gilgan | - Michael Harcourt - Bruce Lourie - Paul Martin - Peter Robinson - Lorne Trottier - Annette Verschuren - Steve Williams |